# 螺旋神经节
螺旋神经节（英文：Spiral ganglion），又称耳蜗螺旋神经节，是听觉神经纤维的细胞体聚集处（神经节），位于内耳的耳蜗轴内。这些神经元为双极神经元，可支配柯蒂氏器内的毛细胞。听神经元的长轴突可形成听觉神经（前庭耳蜗神经的一个分支），延伸至耳蜗核。

## 结构
螺旋神经节内的细胞体约有3万5千-5万个，在耳蜗的骨质核心上成串排列。细胞体的长轴突（听觉神经纤维）形成耳蜗神经（听神经），延伸至耳蜗核（听觉中枢）。这些双极神经元的树突与柯蒂氏器内的毛细胞形成突触接触。此外，这些神经元是听觉系统中最早传递听觉神经冲动的神经元。
螺旋神经节与前庭神经节（平衡觉）是由同个神经节在早期发育时分裂而来。